# Jean-Pierre Magagnin
Pas d'image ? Cliquez ici

a Compétitions nationales et continentales officielles uniquement.

b Matchs officiels uniquement.
Jean-Pierre Magagnin, né le 16 août 1946 à Casseneuil, est un joueur de rugby à XIII évoluant au poste d'ailier dans les années 1960 et 1970.
Il joue au cours de sa carrière pour l'US Villeneuve disputant la finale de la Coupe de France en 1969 et 1970.
Fort de ses performances en club, il est sélectionné en équipe de France et compte deux sélections obtenues lors de la Coupe d'Europe des nations 1970.

## Palmarès
- Collectif :
  - Finaliste de la Coupe de France : 1969 et 1970 (Villeneuve-sur-lot)

### Détails en sélection de rugby à XIII
| 1. | 25 janvier 1970 | Pays de Galles | 11-15 | Coupe d'Europe | Ailier | - | - | - | - |
| 2. | 15 mars 1970    | Angleterre     | 14-9  | Coupe d'Europe | Ailier | - | - | - | - |